# Gargoyleosaurus parkpinorum
Gargoyleosaurus parkpinorum Carpenter et al., 1998 è un dinosauro erbivoro vissuto nel Giurassico superiore (Kimmeridgiano, tra 155,7 e 150,8 milioni di anni fa), i cui resti fossili sono stati rinvenuti in Nordamerica.

## Descrizione

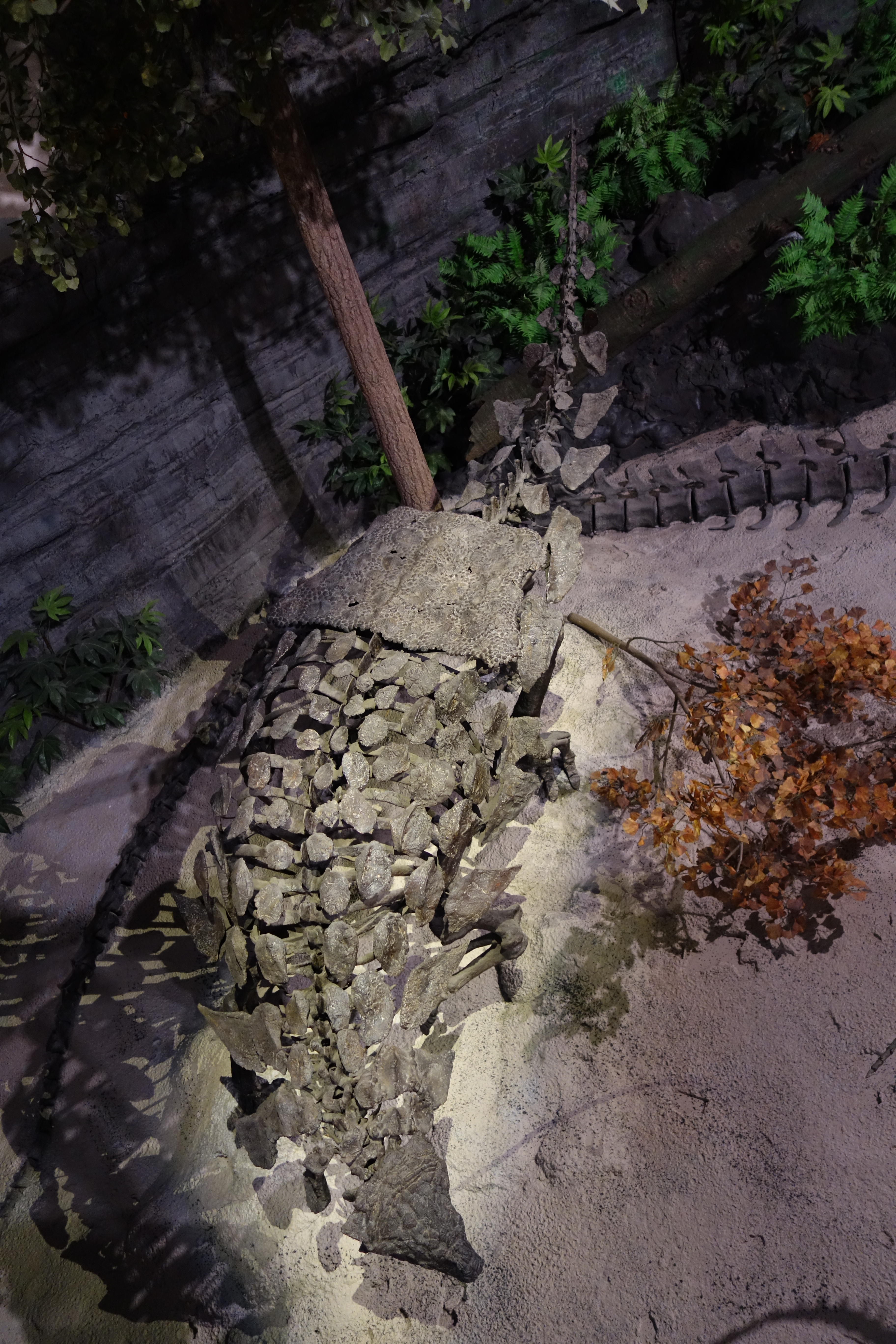
Scheletro

Questo dinosauro rappresenta uno dei più antichi, più primitivi e più piccoli anchilosauri, o dinosauri corazzati. Come il suo simile Mymoorapelta, Gargoyleosaurus viveva accanto a dinosauri "famosi" come Apatosaurus e Stegosaurus. Il gargoyleosauro possedeva un cranio piatto e allungato, dalle orbite arrotondate, lungo meno di trenta centimetri. Le molte caratteristiche primitive di questo animale hanno portato gli studiosi a classificarlo, nel 1998 (data della sua descrizione) come un anchilosauride primitivo. Probabilmente, però, la famiglia a cui appartiene il gargoyleosauro è quella dei nodosauridi, anchilosauri poco conosciuti e dalla vita geologica relativamente breve senza mazza caudale(si estinsero nel Cretacico inferiore). Si pensa che sia un anello di congiunzione tra le due famiglie.